# Sandøy
Sandøy é uma comuna da Noruega, com 19 km² de área e 1 279 habitantes (censo de 2004).         